# Caldera del Agrio

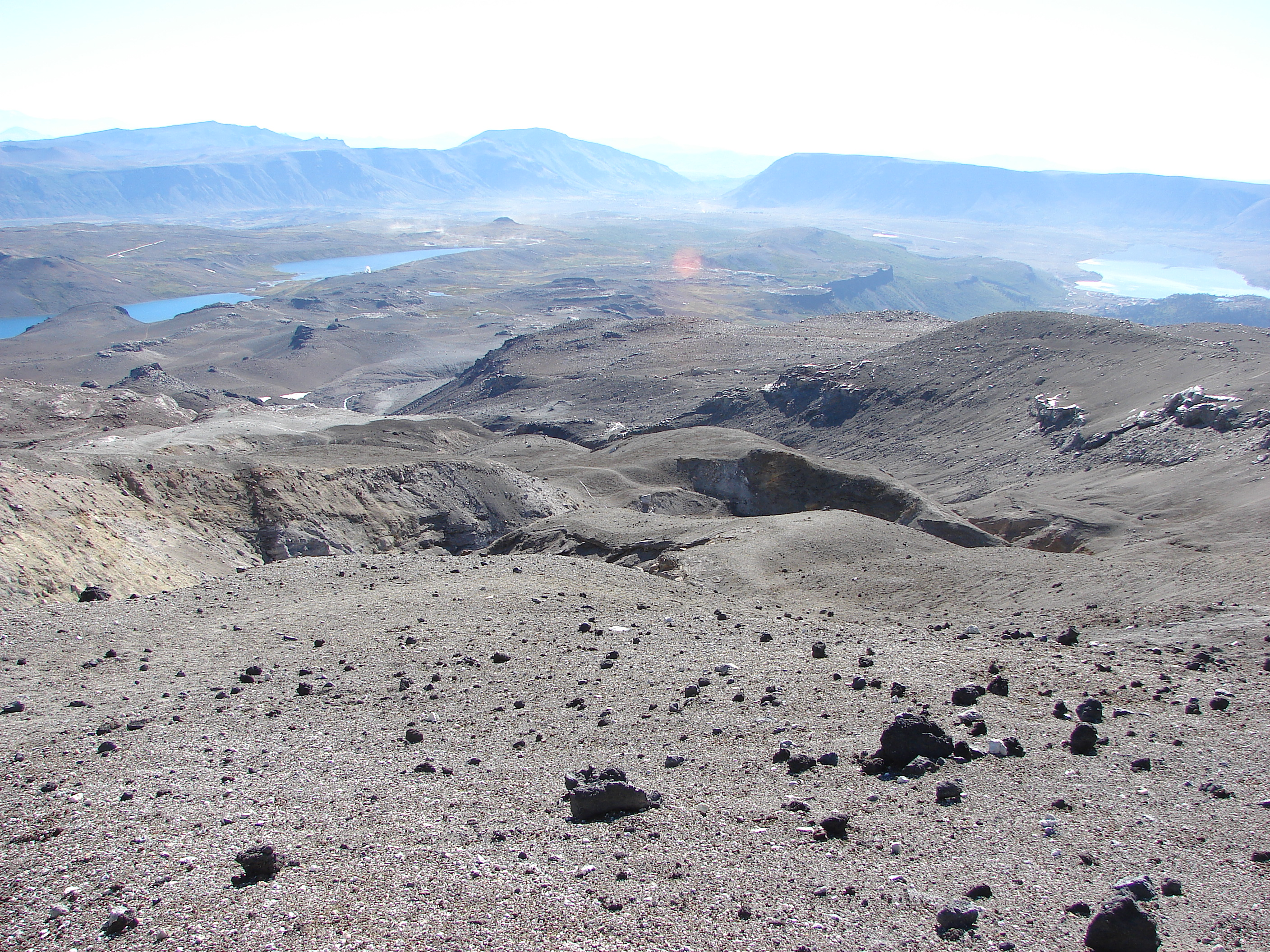

La Caldera del Agrio (37°51′S, 70°26′W) es una caldera volcánica caracterizada por una depresión cuadrangular (15 × 20 km) rellenada por sucesiones volcánicas con edades que van desde 2.5 Ma hasta menos de 30 ka. y alberga el lago Caviahue (o Agrio), como así también al volcán Copahue en su borde Suroeste.  Las rocas volcánicas varían en composición desde andesítica hasta basáltica. La mayoría tiene textura porfirítica y típicamente contiene 25% de fenocristales de plagioclasa y 5% de augita. También están presentes texturas afaníticas.  El colapso que creó la caldera de Agrio tuvo lugar en más de un episodio  Aquí tienen sus nacientes el río Agrio.